# Martin Cibák
Martin Cibák (ur. 17 maja 1980 w Liptowskim Mikulaszu) – słowacki hokeista, reprezentant Słowacji, olimpijczyk.

## Kariera
- Hk 32 Liptovský Mikuláš U18 (1995-1996)
- Hk 32 Liptovský Mikuláš U20 (1996-1998)
- Hk 32 Liptovský Mikuláš (1997-1998)
- Medicine Hat Tigers (1998-2000)
- Detroit Vipers (2000-2001)
- Tampa Bay Lightning (2001-2002)
- Springfield Falcons (2001-2003)
- Tampa Bay Lightning (2003-2004, 2005-2006)
  -  Hershey Bears (2004)
  -  HK 32 Liptowski Mikułasz (2004)
  -  HC Pilzno 1929 (2004-2005)
  -  HC Koszyce (2005)
- Frölunda HC (2006-2007)
- Södertälje SK (2007-2009)
- Spartak Moskwa (2009-2010)
- Siewierstal Czerepowiec (2010-2011)
- Nieftiechimik Niżniekamsk (2012-2013)
- Witiaź Podolsk (2013-2014)
- HC Ołomuniec (2014-2015)
- PSG Zlín (2015-2016)
- MHk 32 Liptovský Mikuláš (2016-2017)

Wychowanek klubu Hk 32 Liptovský Mikuláš. Od maja 2011 zawodnik Nieftiechimika Niżniekamsk. W kwietniu 2012 roku przedłużył kontrakt z klubem o rok. W styczniu 2013 został kapitanem drużyny i pozostał nim na początku sezonu KHL (2013/2014). Od końca grudnia 2013 zawodnik Witiazia Podolsk. Od września 2014 zawodnik HC Ołomuniec. Od maja 2015 zawodnik PSG Zlín. W sezonie 2016/2017 był zawodnikiem macierzystego zespołu MHk 32 Liptovský Mikuláš. W listopadzie 2017 ogłosił zakończenie kariery zawodniczej.
Uczestniczył w turniejach mistrzostw świata w 2006, 2011 oraz zimowych igrzyskach olimpijskich 2010.

## Sukcesy
Reprezentacyjne
- Brązowy medal mistrzostw świata juniorów do lat 20: 1999

Klubowe
- Puchar Stanleya: 2004 z Tampa Bay Lightning